# Пичкуров, Владимир Владимирович
Владимир Владимирович Пичкуров (род. 9 января 1990, Куйбышев) — российский профессиональный баскетболист, играющий на позиции атакующего защитника.

## Карьера
В сезоне 2014/2015 Пичкуров выступал в «Самаре-СГЭУ». В составе команды занял 1 место в регулярном чемпионате Суперлиги, приняв участие во всех 37 играх регулярного чемпионата и плей-офф, а его итоговая статистика составила 13 очков, 5 подборов, 2 передачи и 2 перехвата за 29 минут, что стало лучшим показателем в самарском коллективе.
В июле 2015 года стал игроком «Енисея». В 28 играх Единой лиги ВТБ набирая 5 очков, 2 подбора, 1 передачу и 1 перехват в среднем за 13 минут на площадке. В Кубке Европы ФИБА за 8 минут набирал 2 очка и совершал 1 подбор и 1 передачу.
В июне 2016 года продлил контракт с «Енисеем». В сезоне 2016/2017 в 23 играх Единой лиги ВТБ набирал 4 очка, 1 подбор, 1 передачу и 1 перехват в среднем за 11 минут на площадке. В Кубке Европы ФИБА за 14 минут набирал 6 очков, 1 подбор, 1 передачу и 1 перехват.
В августе 2017 года подписал новый контракт с «Енисеем». В сезоне 2017/2018 сыграл в 16 матчах Единой лиги ВТБ (3,6 очка и 1,1 подбора за 11 минут) и 9 матчах Лиги чемпионов ФИБА (1,4 очка за 6 минут).
В августе 2018 года вернулся в «Самару». По итогам сезона 2018/2019 Пичкуров стал чемпионом Суперлиги-1 и вошёл в символическую пятёрку турнира как «Лучший лёгкий форвард».
18 января 2019 года, в игре против «Урала» (85:67), Пичкуров вышел на 1 место в списке лучших снайперов «Самары» в новейшей истории клуба, обойдя лидировавшего несколько лет Андрея Кирдячкина (1063 очка).
В сезоне 2019/2020 Пичкуров стал обладателем Кубка России и был признан «Самым ценным игроком» финала турнира. По итогам досрочно завершенного сезона в Суперлиге-1 Пичкуров стал «Самым ценным игроком».
18 ноября 2020 года, в матче против «Химок-Подмосковье» (93:71), Пичкуров совершил 6 перехватов и повторил клубный рекорд «Самары».
В сезоне 2020/2021 Пичкуров во второй раз стал чемпионом Суперлиги-1 и вновь был включён в символическую пятёрку турнира как «Лучший лёгкий форвард». В Кубке России Владимир стал бронзовым призёром.
В мае 2021 года Пичкуров подписал новый контракт с «Самарой».
Летом 2023 года Пичкуров перешёл в «Химки».

## Сборная России
В июне 2017 года Пичкуров был включён в состав сборной России, составленный по итогам завершившегося «Открытого лагеря РФБ», и принял участие в баскетбольном турнире Спортивных игр БРИКС. Одержав победы над всеми тремя соперниками (ЮАР, Индия и Китай) сборная России стала победителем турнира.

## Достижения

### Клубные
- Чемпион Суперлиги-1 дивизион (2): 2018/2019, 2020/2021
- Обладатель Кубка России: 2019/2020
- Бронзовый призёр Кубка России: 2020/2021

### Сборная России
- Чемпион Спортивных игр БРИКС: 2017

## Статистика

### Статистика в других лигах
| Сезон                                                                                   | Команда         | Лига                | GP  | GS | MPG  | FG%  | 3P%  | FT%  | RPG | APG | SPG | BPG | PPG |  |
| 2013/14                                                                                 | Красный Октябрь | Единая лига ВТБ     | 3   | 0  |      | 0,0  | 0,0  | 50,0 | 0,3 | 0,0 | 0,3 | 0,0 | 0,3 |  |
| 2015/16                                                                                 | Все клубы       | Все лиги            | 44  | 15 | 11,4 | 39,0 | 27,3 | 61,9 | 1,3 | 0,9 | 0,6 | 0,0 | 3,8 |  |
| 2015/16                                                                                 | Енисей          | Единая лига ВТБ     | 28  | 9  | 13,0 | 42,7 | 27,1 | 61,9 | 1,6 | 1,1 | 0,9 | 0,0 | 4,6 |  |
| 2015/16                                                                                 | Енисей          | Кубок Европы ФИБА   | 16  | 6  | 8,6  | 29,8 | 27,6 | 0,0  | 0,8 | 0,5 | 0,3 | 0,0 | 2,3 |  |
| 2016/17                                                                                 | Все клубы       | Все лиги            | 35  | 6  | 12,1 | 42,0 | 35,6 | 77,8 | 1,1 | 1,2 | 0,4 | 0,1 | 5,1 |  |
| 2016/17                                                                                 | Енисей          | Единая лига ВТБ     | 23  | 4  | 11,0 | 42,4 | 37,5 | 75,0 | 0,9 | 1,2 | 0,5 | 0,1 | 4,4 |  |
| 2016/17                                                                                 | Енисей          | Кубок Европы ФИБА   | 12  | 2  | 14,3 | 41,5 | 33,3 | 80,0 | 1,3 | 1,2 | 0,3 | 0,1 | 6,3 |  |
| 2017/18                                                                                 | Все клубы       | Все лиги            | 25  | 4  | 9,6  | 42,1 | 40,0 | 83,3 | 0,8 | 0,6 | 0,1 | 0,1 | 2,8 |  |
| 2017/18                                                                                 | Енисей          | Единая лига ВТБ     | 16  | 1  | 11,3 | 42,2 | 37,5 | 83,3 | 1,1 | 0,5 | 0,2 | 0,1 | 3,6 |  |
| 2017/18                                                                                 | Енисей          | Лига чемпионов ФИБА | 9   | 3  | 6,7  | 41,7 | 50,0 | 0,0  | 0,4 | 0,7 | 0,0 | 0,1 | 1,4 |  |
|                                                                                         |                 | Всего               | 107 | 25 | 0,9  | 40,6 | 32,5 | 71,7 | 1,1 | 0,9 | 0,4 | 0,1 | 3,9 |  |
| Наведите курсор мыши на аббревиатуры в заголовке таблицы, чтобы прочесть их расшифровку |                 |                     |     |    |      |      |      |      |     |     |     |     |     |  |